# AIDC AT-3
Die AIDC AT-3 (自強, „Tzu Chung“) ist ein Jet-Trainer des Herstellers Aerospace Industrial Development Corporation, der von der taiwanesischen Luftwaffe eingesetzt wird.

## Geschichte
Die AT-3 Tsu Chiang entstand Mitte der 1970er-Jahre primär als Ersatz für die veralteten Lockheed-T-33-Trainer der taiwanesischen Luftwaffe. Sekundär sollte das Flugzeug als leichter Erdkämpfer einsetzbar sein, was dazu führte, dass das Flugzeug für einen Trainer relativ groß ist. Nach einigen eigenen Studien unterschrieb man am 19. Dezember 1975 einen Vertrag mit Northrop, welches bei der Entwicklung helfen sollte. Der erste Prototyp XAT-3 startete am 16. September 1980 zum Erstflug, der zweite folgte am 30. Oktober 1981 und die erste Serienmaschine flog nach dem Start der Serienproduktion im Frühjahr 1982 am 6. Februar 1984. Einen Monat später wurde die erste Maschine offiziell an die taiwanesische Luftwaffe ausgeliefert. Bis 1990 erhielt das Flugausbildungskommando in Kangshan 62 Serienmuster, wovon einige auch von deren Kunstflugteam Thunder Tiger genutzt werden. 45 der 60 noch vorhandenen und nun als AT-3A bezeichneten Serienmaschinen wurden auf AT-3B-Standard modernisiert, die sich jedoch nur durch verbesserte Avionik und die Nutzung der Außenlaststationen für Waffen von der Basisversion unterscheiden. Von der als Erdkampfflugzeug ausgelegten einsitzigen Version A-3 Lui Meng wurden nur zwei Prototypen (XA-3) gebaut, die im Juli 1982 und im November 1983 zu ihrem Erstflug starteten. Eine der Maschinen wurde dazu mit einem Westinghouse AN/APG-66-Radar ausgerüstet.

## Konstruktion
Die AT-3 ist ein Tiefdecker mit ungepfeilten Trapez-Tragflächen und konventionellem Leitwerk. Die konstruktive Auslegung der AT-3 ist sehr konventionell und ähnelt der anderer Jettrainer. Das Cockpit ist mit jeweils zwei Multifunktionsbildschirmen und ausgerüstet. Im vorderen steht auch ein Head-Up-Display zur Verfügung. Als Triebwerk kommen jeweils zwei Garret TFE731 zum Einsatz. Den Einfluss von Northrop bei der Konstruktion sieht man zum Beispiel am Fahrwerk, das praktisch mit dem der Northrop F-5 identisch ist.

## Benutzerstaaten
- Taiwan: 60 (45 AT-3B und 15 AT-3A)

## Technische Daten
| Kenngröße               | Daten der AIDC AT-3 TSE Tchan                                                      |
| ----------------------- | ---------------------------------------------------------------------------------- |
| Typ                     | Trainingsflugzeug und leichtes Erdkampfflugzeug                                    |
| Besatzung               | Pilot und Flugschüler oder Pilot und Waffensystemoperator                          |
| Länge                   | 12,90 m                                                                            |
| Spannweite              | 10,46 m                                                                            |
| Höhe                    | 4,36 m                                                                             |
| Flügelfläche            | 21,93 m²                                                                           |
| Flügelstreckung         | 5,0                                                                                |
| Spurweite               | 3,96 m                                                                             |
| Radstand                | 5,49 m                                                                             |
| Leermasse               | 3855 kg                                                                            |
| normale Startmasse      | 5200 kg                                                                            |
| max. Startmasse         | 7940 kg                                                                            |
| max. Landemasse         | 7360 kg                                                                            |
| max. Kraftstoff         | 1270 kg + 885 kg in Zusatztanks                                                    |

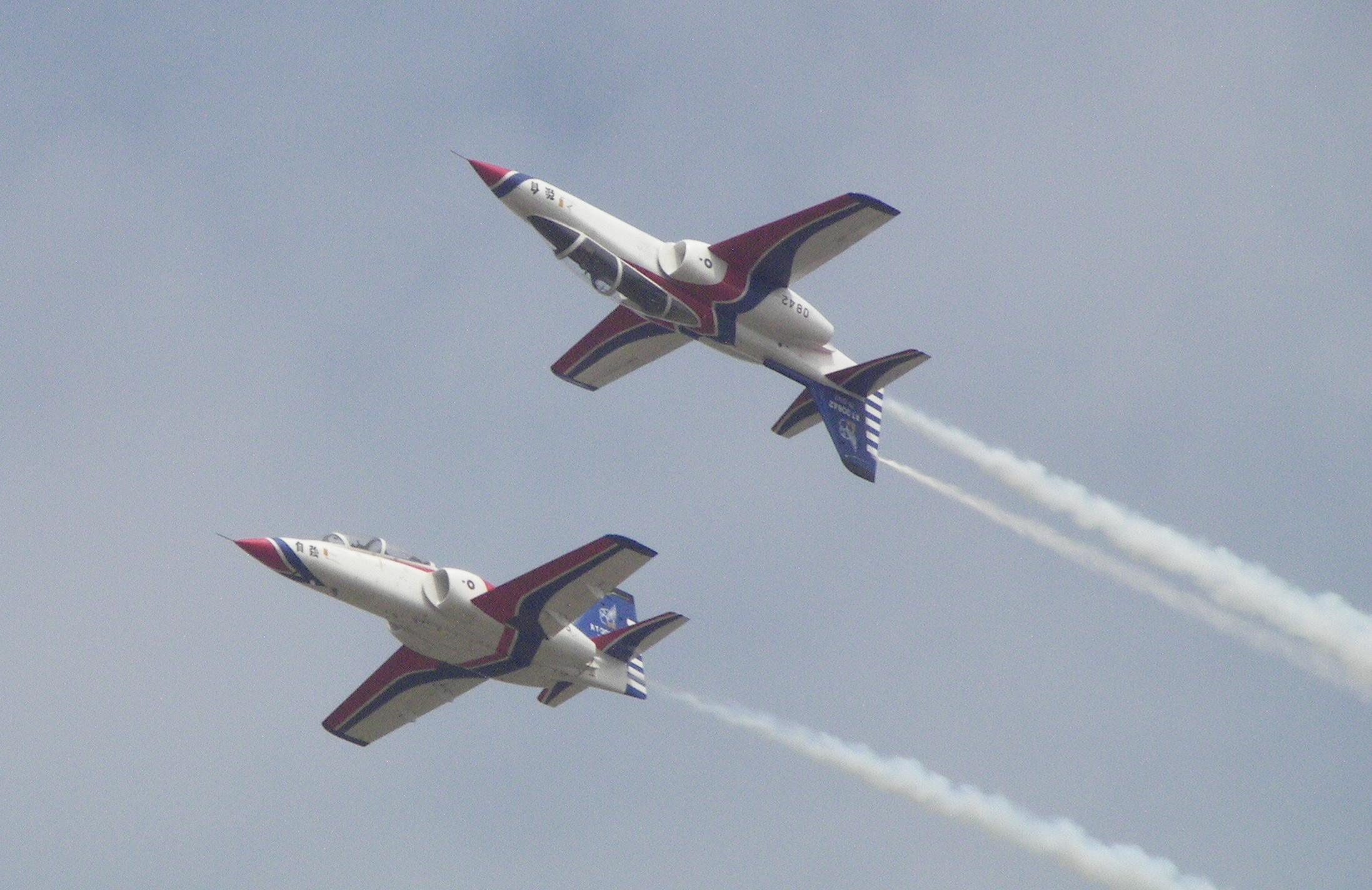
AT-3 des Thunder Tiger Kunstflugteams 2007

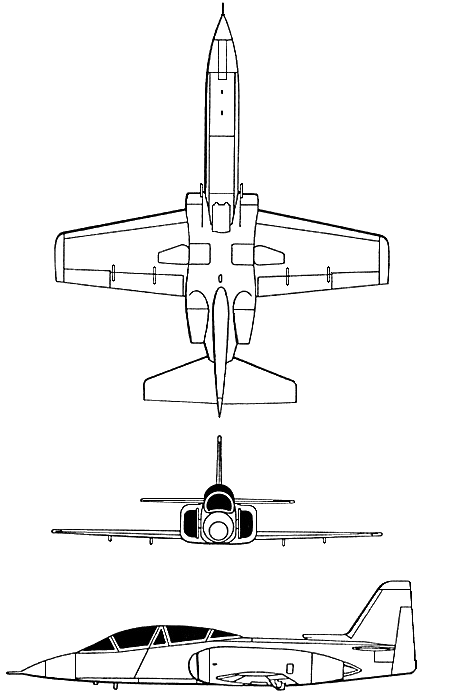
Dreiseitenriss der AT-3

| Höchstgeschwindigkeit   | - 900 km/h auf 10.970 m (Mach 0,85) - 898 km/h auf Meereshöhe (Mach 0,73)          |
| Überziehgeschwindigkeit | 167 km/h                                                                           |
| Dienstgipfelhöhe        | 14.630 m                                                                           |
| max. Flugdauer          | 3,2 Std.                                                                           |
| Reichweite              | 2280 km                                                                            |
| Steiggeschwindigkeit:   | - 40,64 m/s (Anfangs) - 51 m/s (maximal)                                           |
| Startrollstrecke        | 460 m (670 m über ein 15 m Hindernis)                                              |
| Landerollstrecke        | 670 m (945 m aus 15 m Höhe)                                                        |
| Triebwerke              | zwei Mantelstromtriebwerke Honeywell TFE731-2-2L; je 1588 kp (15,57 kN) Standschub |
| max. Waffenlast         | 1815 kg                                                                            |

### Bewaffnung
- Waffenschacht hinter dem Cockpit für Bomben oder halbversenkbare MG-Behälter
- fünf Waffenstationen für Bomben, Raketenbehälter oder Lenkwaffen mit max. 1815 kg
- zwei Luft-Luft-Lenkwaffen AIM-9J Sidewinder an den Flügelspitzen